# Pravoslav Kotík
Pravoslav Kotík (1. května 1889, Slabce u Rakovníka – 14. ledna 1970 v Praze) byl český malíř a grafik.

## Život
V letech 1908–1912 studoval Uměleckoprůmyslovou školu v Praze u Emanuela Dítěte, Karla Vítězslava Maška a Jakuba Schikanedera. Aby mohl vyučovat, složil ještě v roce 1912 zkoušku na Akademii výtvarných umění v Praze u Jana Preislera. To ho opravňovalo k vyučování na středních školách. V roce 1919 onemocněl tuberkulózou, ze které se vyléčil až v roce 1920. Rád cestoval; hodně cestoval po Československu, několikrát navštívil Francii (studijní pobyty v letech 1924 a 1937), Belgii, Německo, Nizozemsko a Jugoslávii.
V letech 1913 až 1939 postupně působil jako učitel na středních školách:
- 1913–1915 c. k. vyšší reálka v Turnově – suplent kreslení, modelování a deskriptivní geometrie
- 1916–1918 Nová Paka
- 1918–1922 Praha
- 1922–1932 profesor na reálce v Mladé Boleslavi
- 1932–1939 Praha

Od roku 1919 byl členem Spolku výtvarných umělců Mánes. Toto členství přerušil v letech 1921–1924, kdy byl členem Umělecké besedy. Z ní odešel v roce 1924 s dalšími výtvarníky (Karel Holan, Miloslav Holý, Emanuel Frinta, Karel Kotrba, Oldřich Kerhart, Marie Schnabelová) pro názorové neshody. Malíři Karel Holan, Miloslav Holý, Pravoslav Kotík a sochař Karel Kotrba založili v roce 1925 skupinu Ho Ho Ko Ko, která byla dodatečně pojmenována Sociální skupina. Ze SVU Mánes byl v roce 1930 vyloučen.

### Po roce 1945
V roce 1946 podepsal prokomunistické „Májové poselství kulturních pracovníků českému lidu!“ publikované před květnovými volbami do Ústavodárného Národního shromáždění. Tento předvolební manifest komunistů podepsalo celkem 843 kulturních pracovníků a komunisté volby vyhráli. V téže době oznámil své členství v KSČ i svůj kladný postoj k této straně ve stranické publikaci Můj poměr ke KSČ. Později podepsal prokomunistickou výzvu Kupředu, zpátky ni krok!, jež byla vydána dne 25. února 1948 pro podporu komunistického převratu.
V roce 1947 se vrátil do Spolku výtvarných umělců Mánes a byl členem až do jeho rozpuštění v roce 1956. V padesátých letech žil v izolaci, až do roku 1958 nesměl vystavovat.[zdroj?]

## Dílo
Zpočátku bylo jeho dílo ovlivněno fauvismem a expresionismem (Obraz Modrý koník). Ve dvacátých letech se přiklonil ke geometrizujícímu kubismu, později k novoklasicismu. V padesátých letech se u něj začala objevovat i nefigurativní témata.
Poprvé vystavil svá díla ještě jako student UPŠ v roce 1910 v Topičově salonu na výstavě skupiny Nezávislí. Vystavoval zde pod pseudonymem P. Kraus. První samostatnou výstavu měl v roce 1927 v Rudolfinu v Praze.
Grafické práce a ilustrace (dřevoryty, lepty, litografie) zobrazují sociální a intimní témata. Jsou součástí několika bibliofilských tisků (například Na motiv ženy, Kladno : Karel Janout, 1936, 5 leptů ženských aktů, Praha : Družstvo Dílo přátel umění a knihy, 1946).
V posledních letech se na trhu s uměním objevují falzifikáty jeho děl.

### Členství ve skupinách
- 1919–1921 Spolek výtvarných umělců Mánes
- 1921–1924 výtvarný odbor Umělecké besedy
- 1925–1927 Sociální skupina (Ho Ho Ko Ko)
- 1927–1930 Spolek výtvarných umělců Mánes (vyloučen)
- 1947–1970 Spolek výtvarných umělců Mánes

### Ocenění díla
- 1921 Turkova cena města Prahy.
- 1937 stříbrná medaile na Světové výstavě v Paříži (L'Exposition internationale «Arts et Techniques dans la Vie moderne»).
- 1964 obdržel vyznamenání Za zásluhy o výstavbu.
- 1965 byl jmenován zasloužilým umělcem.
- 1969 mu bylo uděleno čestné občanství měst Rakovníka a Slabců.

## Obrazy (výběr)
- Modrý koník, 1919
- Rodinné ticho, 1922
- Bloudění, 1939–1940
- Plačky, 1940–1941
- Kohout plaší smrt, 1944
- Staré ženy, 1944
- “Rekreace”, 1946